# Sorèze
Sorèze é uma comuna francesa na região administrativa da Occitânia, no departamento de Tarn. Estende-se por uma área de 41.64 km², e possui 2.869 habitantes, segundo o censo de 2018, com uma densidade de 69 hab/km².